# Disparitions au stade
Disparitions au stade (Les Aventures de Vick et Vicky : Disparitions au stade, Bruno Bertin, 2013, France) est le vingtième album de bande dessinée des Aventures de Vick et Vicky.

## Synopsis
Dans les années 1950, Fabien est un jeune footballeur talentueux et prometteur. Repéré par le club de football de sa ville, il devient très rapidement un joueur incontournable jusqu’à l'accident au cours d’un match. Quelques années plus tard, Vick, Vicky, Angélino et Marine vont assister à un match de football où participe leur ami Marc. Ce dernier leur annonce une bonne nouvelle : il est invité au prochain derby de son club préféré et cela en loge présidentielle. Les jeunes amis profitent de ses relations pour y assister. Angélino, caractérisé par sa légendaire mauvaise foi, les prévient qu’il y participe uniquement par soutien. L'équipe pensait voir un match tranquille et distrayant, mais voilà que les enfants surprennent une conversation de l'inspecteur Bourrel... Apparemment des joueurs du club disparaîtraient un par un à chaque rencontre. Ils sont enlevés en plein vestiaire. Réussiront-ils à vaincre cette malédiction qui plane sur ce club ?

## Personnages
Héros principaux
- Vick : tantôt de bonne ou de mauvaise humeur, c'est le héros de la série et le chef de la bande. Il habite Rennes.
- Vicky : chien de Vick, désigné mascotte de la patrouille des Loups Blancs, Vicky est un personnage important dans les aventures. Il aide régulièrement les enfants à se sortir de situations difficiles.

Scouts de la patrouille des Loups Blancs
- Angelino : Râleur, toujours fatigué, peureux, il aime le farniente et la magie.
- Marc : le casse-cou de la bande. Toujours téméraire et partant dans l'aventure, il est sportif et passionné par la pêche.
- Marine : jeune fille sage et discrète, scoute, elle est passionnée d'archéologie et de guitare électrique.

Personnages de l'histoire
- Rémi de La Planque : capitaine de l'équipe de foot
- Bourrel : inspecteur de police (son nom fait référence au personnage de la série Les Cinq dernières minutes, joué par Raymond Souplex)
- Madame Barbedette : voisine de Marc, épouse de Fabien Barbedette, ex-joueur de foot devenu journaliste sportif.
- Gérard Barbedette : fils de Fabien Barbedette.

## Lieux visités
La bande dessinée se passe à Rennes. L'auteur avait très envie de faire vivre à ses personnages une aventure à Rennes. On y voit le stade de la route de Lorient le Roazhon Park, la chapelle Saint-Yves, place des Lices avec les Halles Martenot, la Cathédrale Saint-Pierre.

## Autour de l'œuvre
Ce vingtième volet des aventures de Vick et Vicky, écrit uniquement par Bruno Bertin, est consacré au football. Dans les notes en début de livre, l'auteur ne cache pas que toute ressemblance avec le Stade rennais football club n’est pas fortuite. Ses joueurs endossent le maillot rouge et noir du club breton. On remarque Erminig, la mascotte du club depuis 2011.

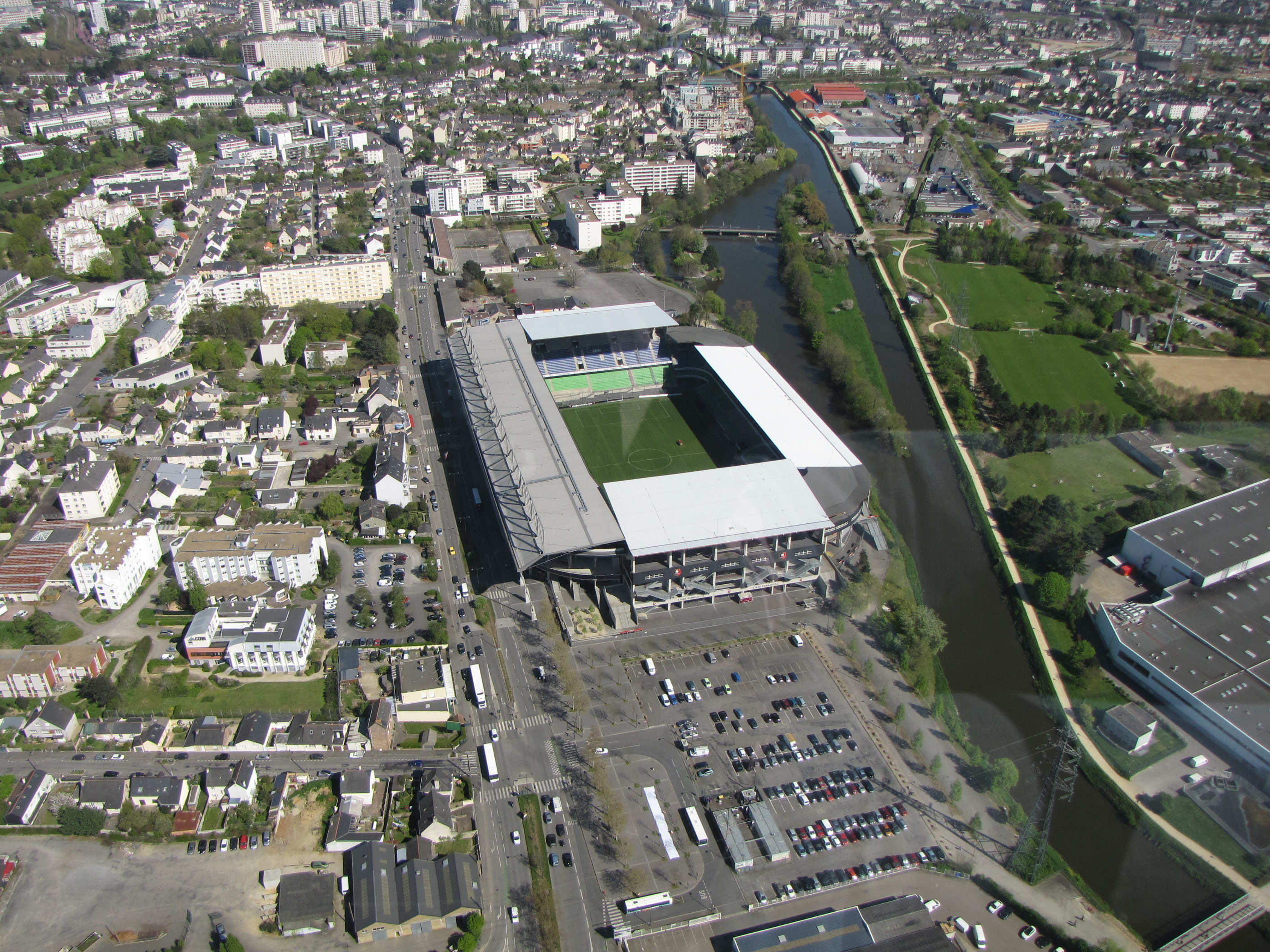
Vue aérienne sur le stade de la route de Lorient, aujourd'hui appelé le Roazhon Park, en 2011
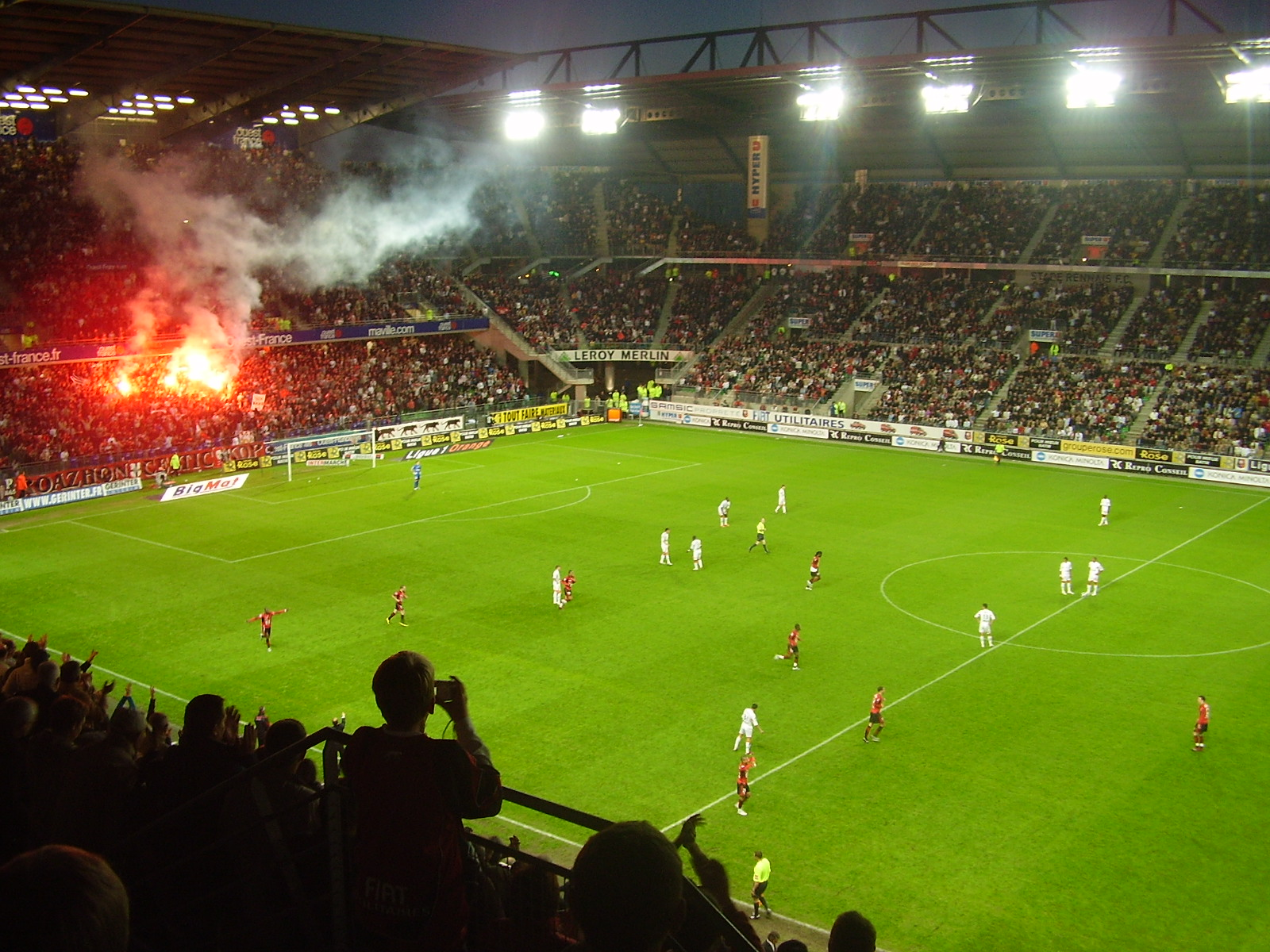
Vue intérieure du stade lors d'un match du Stade rennais FC en 2007
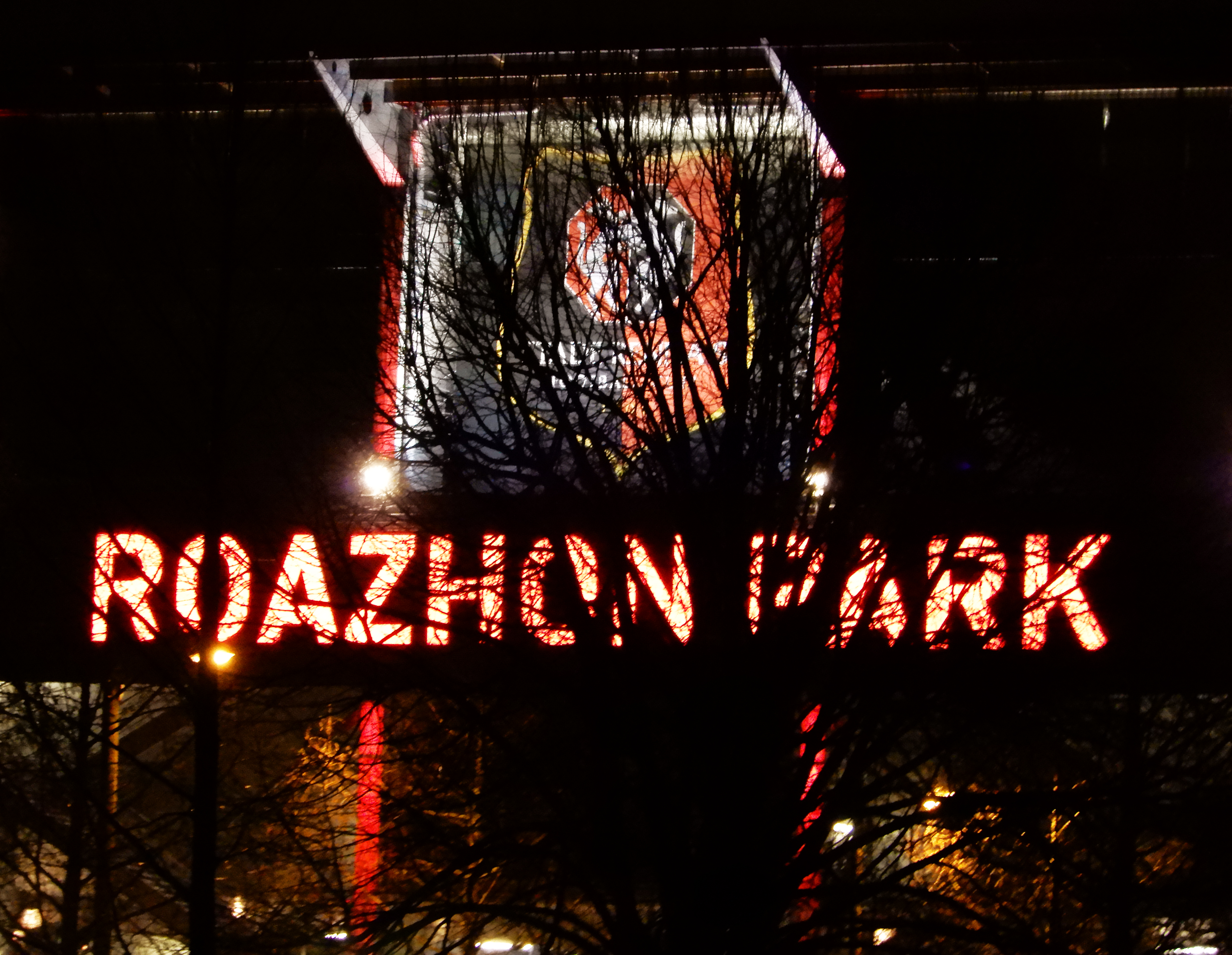
Le Roazhon Park, un soir de match
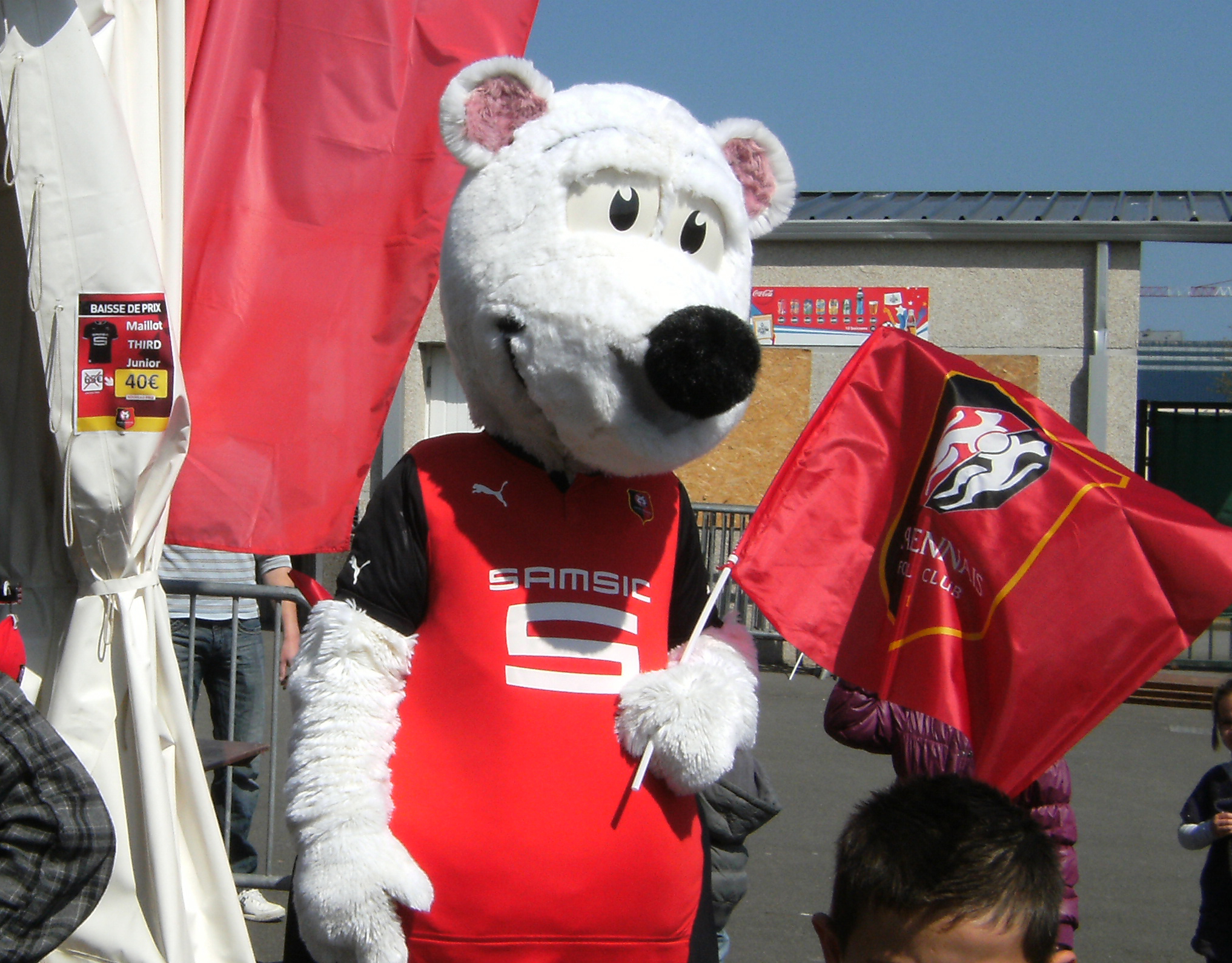
Erminig, mascotte du club depuis 2011

Frédéric de Saint-Sernin, le président du Stade Rennais football-club, a choisi de s'associer à Bruno Bertin pour fêter les vingt ans de présence continue du club en Ligue 1, et les vingt ans d’éditions de la série Vick et Vicky. Frédéric de Saint-Sernain a déclaré : « Au travers de ces aventures, de cette nouvelle énigme, autour du football, on remet beaucoup de sensibilité au cœur du football. On regagne la confiance de ceux qui aiment le football avec le regard des enfants. On le constate toujours. Le regard des adultes est beaucoup plus dur. Il faut redevenir enfant ou adolescent pour à nouveau porter le football dans notre cœur.
Le 19 octobre 2013, à l'occasion de la sortie de l'album, Bruno Bertin donne le coup d'envoi du match Stade Rennais - Valenciennes au Roazhon Park. Bruno Bertin se souvient des festivités : « Le plus émouvant était d'entrer dans le stade où plus de 17 000 supporters étaient présents. Dans une ambiance chaude et détendue, bon enfant, je me suis prêté au jeu en réalisant un dessin devant tout ce public en effervescence avant de donner le coup d'envoi. C'est un très bon souvenir »
La couverture du journal Rouge et noir du Stade Rennais FC dans son numéro 5 daté du 19 octobre 2013 reprend la couverture de l'album. L'éditorial met à l'honneur Bruno Bertin et ses personnages.
L'album a été dévoilé en avant-première le 26 septembre 2013 à la librairie Le Lay de Carantec.
L'album présente la mère de Vick. La maison de l'auteur Bruno Bertin a servi de modèle à la maison du héros. Les personnages d'Angelino, Marc et Marine ne portent à aucun moment leur habit scout dans cette aventure.

## Nouvelle édition
En 2017, Bruno Bertin propose une nouvelle édition de l'album avec un nouveau sous-titre : La contre-attaque.